# Pinky violence
Il termine pinky violence designa un sottogenere cinematografico, legato al pinku eiga e alla sexploitation, in voga in Giappone dagli anni settanta. Si tratta di un filone violento ed erotico, con protagoniste belle ragazze ribelli (le cosiddette sukeban) in cerca di vendetta per i torti subiti. I film furono prodotti per la maggior parte dalla Toei e dalla Nikkatsu; i registi più rappresentativi del genere sono considerati Norifumi Suzuki, Yasuharu Hasebe, Teruo Ishii e Shunya Ito, mentre le attrici principali del filone sono considerate Reiko Ike, Miki Sugimoto e Meiko Kaji.

## Storia

### Origini
Il primo film appartenente al Pinky Violence è considerato Delinquent Girl Boss: Blossoming Night Dreams, diretto da Kazuhiko Yamaguchi nel 1970, e interpretato da Reiko Oshida, primo di quattro film della serie Delinquent Girl Boss.

### La serieGirl Boss
Nel 1971, Norifumi Suzuki diresse Girl Boss Blues: Queen Bee's Counterattack, primo di una serie di sette film, aventi per protagoniste un gruppo di ragazze ribelli e combattive, in cerca di vendetta. Il titolo più noto della serie è Girl Boss Guerilla, interpretato da Reiko Ike e da Miki Sugimoto, in cui Suzuki mostra dei combattimenti tra ragazze che si lacerano i vestiti mostrando le loro nudità.

### La serieTerrifying Girls' High School
Nel 1972, Norifumi Suzuki diresse Terrifying Girls' High School: Women's Violent Classroom, primo di una serie di quattro film, interpretati da Reiko Ike e da Miki Sugimoto. Terrifying Girls' High School: Lynch Law Classroom, diretto da Suzuki nel 1973, delineò definitivamente lo stile dei Pinky Violence, mostrando varie torture ai danni delle protagoniste, e criticando apertamente l'istituzione scolastica giapponese.

### La serieSasori
Un'altra celebre serie appartenente al Pinky Violence è quella di Sasori, il cui primo film fu Female Prisoner #701: Scorpion, diretto da Shunya Ito nel 1972, primo di una serie di dieci film. Narra la storia di Nami Matsushima, interpretata da Meiko Kaji, prigioniera in un carcere gestito da un sadico uomo. La ragazza dovrà lottare duramente per riuscire ad evadere.

### La trilogia diRika
Si tratta di tre pellicole girate a basso costo tra il 1972 e il 1973, interpretato dall'omonima attrice nippo-americana Rika Aoki, e che hanno come protagonista la figlia di una prostituta giapponese vittima di uno stupro da parte di un americano; i soggetti sono ispirati a manga ambientati nel mondo delle sukeban.

## Filmografia parziale
- Delinquent Girl Boss: Blossoming Night Dreams (ずべ公番長 夢は夜ひらく, Yume Wa Yoru Hirakua) di Kazuhiko Yamaguchi (1970)
- Girl Boss Blues: Queen Bee's Counterattack (女番長ブルース 牝蜂の逆襲, Mesubachi no gyakushu) di Norifumi Suzuki (1971)
- Female Prisoner #701: Scorpion (女囚７０１号 さそり, Joshuu 701 Go - Sasori) di Shunya Ito (1972)
- Girl Boss Guerilla (女番長ゲリラ, Sukeban gerira) di Norifumi Suzuki (1972)
- Terrifying Girls' High School: Women's Violent Classroom (恐怖女子高校 女暴力教室) di Norifumi Suzuki (1972)
- Sex and Japan (不良姐御伝 猪の鹿お蝶, Furyō anego den: Inoshika o-Chō) di Norifumi Suzuki (1973)
- Yasagure anego den: sōkatsu rinchi (やさぐれ姐御伝 総括リンチ) di Teruo Ishii (1973)
- Terrifying Girls' High School: Lynch Law Classroom (恐怖女子高校 暴行リンチ教室, Kyōfu joshikōkō: bōkō rinchi kyōshitsu) di Norifumi Suzuki (1973)
- Zero Woman: Red Handcuffs (０課の女 赤い手錠, Zeroka no onna: Akai wappa) diYukio Noda (1974)
- School of the Holy Beast (聖獣学園, Seijū gakuen) di Norifumi Suzuki (1974)